# 梅園石
梅園石（ばいえんせき）は、中華人民共和国浙江省寧波市郊外に分布する凝灰岩。日本や朝鮮半島に石造工芸の材料などとして輸出された。用途は、灯篭、狛犬、船舶用バラスト。